# Gens Vipsania
La gens Vipsania era una gens romana presente durante la tarda Repubblica e nel primo impero. Due membri di questa gens raggiunsero il consolato nel corso del I secolo d.C. Le origini della gens sono oscure.

## Itria nominausati dalla gens
I prenomina utilizzati dalla gens furono Lucius, Marcus e Gaius per gli uomini, Iulia e Marcella per le donne. L'unico cognomen usato dalla gens fu Agrippa per gli uomini, Agrippina per le donne.

## Membri illustri della gens
- Lucio Vipsanio Agrippa (Lucius Vipsanius Agrippa maior);
- Lucio Vipsanio L. f. Agrippa (Lucius Vipsanius Agrippa minor);
- Marco Vipsanio L. f. Agrippa (Marcus Vipsanius Agrippa): vissuto nel I secolo a.C., fu generale sotto Ottaviano Augusto;
- Vipsania L. f. Polla (Vipsania Polla);
- Vipsania M. f. L. n. Agrippina (Vipsania Agrippina): vissuta nel I secolo d.C., fu moglie di Tiberio;
- Vipsania M. f. L. n. Attica (Vipsania Attica)
- Vipsania M. f. L. n. Marcella (Vipsania Marcella Maior),
- Vipsania M. f. L. n. Marcellina (Vipsania Marcella Minor)
- Gaio Vipsanio M. f. L. n. Agrippa (Gaius Vipsanius Agrippa): vissuto nel I secolo a.C., fu generale e console nell'1 e venne adottato da Augusto prendendo il nome di Gaio Giulio Cesare Vipsaniano (Gaius Iulius Caesar Vipsanianus);
- Lucio Vipsanio M. f. L. n. Agrippa (Lucius Vipsanius Agrippa): vissuto nel I secolo a.C., fu generale e venne adottato da Augusto prendendo il nome di Lucio Giulio Cesare Vipsaniano (Lucio Iulius Caesar Vipsanianus);
- Vipsania M. f. L. n. Giulia Agrippina (Vipsania Iulia Agrippina), nota come Giulia minore;
- Vipsania M. f. L. n. Agrippina (Vipsania Agrippina), nota come Agrippina maggiore: vissuta nel I secolo d.C., fu moglie di Germanico;
- Marco Vipsanio M. f. L. n. Agrippa Postumo (Marcus Vipsanius Agrippa Postumus): vissuto nel I secolo a.C.